# 笑い飯のおもしろテレビ
『笑い飯のおもしろテレビ（わらいめしのおもしろテレビ）』は、2013年5月7日から2016年3月29日まで、毎週火曜日の22:00 - 22:54にサンテレビジョンで放送されていたバラエティ番組である。通称『おもテレ』。

## 概要
2013年4月30日まで放送されていた『笑い飯・千鳥の舌舌舌舌』を同番組に出演していた笑い飯をメインにリニューアル。『舌舌舌舌』で生まれた企画なども引き継ぎつつ、新戦力となっていく若手からベテランまで多数の芸人が出演していた。
番組は公開収録での企画と、明石家のんきと芸人によるVTR企画によって構成され、公開収録は原則毎月第3水曜日に4本収録（前半・後半で観覧者を入れ替え、各2本ずつ収録）で行われていた。収録場所は『舌舌舌舌』に引き続き、神戸・新長田にある「ArtTheater dB Kobe」（アスタくにづか4番館）で長らく行われていたが、2015年5月5日放送分からは、よしもと漫才劇場（旧5upよしもと）に移している。それに伴い、VTR企画のロケ地も、新長田からなんば・日本橋周辺に変更している。また、放送日が月5回の場合、笑い飯と芸人たちによる、全編オールロケの企画を放送することがあった。

## 出演
- 笑い飯（西田幸治・哲夫）
  - 西田は体調不良のため、2013年9月3日・10日・17日・24日放送分の収録を欠席。
- 明石家のんき（VTR企画のみの出演）

## 放送リスト
| 回 | 放送日         | 企画 | ゲスト |
| -- | -------------- | --- | --- |
| 1  | 2013年5月7日   | ソックス・アンド・ザ・シティ                                                                                       | 林健（ギャロップ）、田中一彦（スーパーマラドーナ）、ヒューマン中村 |
| 1  | 2013年5月7日   | おもテレヌーボ（前編）                                                                                             | 明石家のんき、カーニバル |
| 2  | 2013年5月14日  | 第1回紅白オリジナル和訳歌合戦                                                                                      | 三浦マイルド、グイグイ大脇、桑原雅人（トット）、山本晶子、ヒューマン中村、長田融季（りあるキッズ）、渚（尼神インター）、カーニバル                                             |
| 2  | 2013年5月14日  | おもテレヌーボ（後編）                                                                                             | 明石家のんき、カーニバル |
| 3  | 2013年5月21日  | よしもと101周年記念特別企画! おもテレ!テーマトーク                                                                 | 林健（ギャロップ） |
| 3  | 2013年5月21日  | ウケてなくてもお客さんは喜んでるんだよトーク!                                                                      | 前野悠介（クロスバー直撃）、林健（ギャロップ）、武智正剛（スーパーマラドーナ）、ヒューマン中村、長田融季（りあるキッズ）、グイグイ大脇                                         |
| 3  | 2013年5月21日  | 真の女芸人はどっちだ!? 新長田ブスバトル!（前編）                                                                   | カーニバル |
| 4  | 2013年5月28日  | よしもと101周年記念特別企画! おもテレ!テーマトーク                                                                 | 三浦マイルド |
| 4  | 2013年5月28日  | だんだん難しくしましょう!!                                                                                         | 三浦マイルド、ヒューマン中村、前野悠介（クロスバー直撃）、桑原雅人（トット）                                                                                                   |
| 4  | 2013年5月28日  | 真の女芸人はどっちだ!? 新長田ブスバトル!（後編）                                                                   | カーニバル |
| 5  | 2013年6月4日   | よしもと101周年記念特別企画! おもテレ!テーマトーク                                                                 | インディアンス |
| 5  | 2013年6月4日   | 祝! 西田くん結婚おめでとう! 披露宴での演芸 公開オーディション                                                      | インディアンス、カバと爆ノ介、矢野号、みなみのしま、馬と魚、斉藤紳士、ガオ〜ちゃん                                                                                             |
| 5  | 2013年6月4日   | 根性試しで3番勝負 鉄人28号とメンチの切り合い対決                                                                   | 天竺鼠、明石家のんき |
| 6  | 2013年6月11日  | よしもと101周年記念特別企画! おもテレ!テーマトーク                                                                 | 矢野号 |
| 6  | 2013年6月11日  | 祝! 西田くん結婚おめでとう! 2次会ゲーム 公開オーディション                                                         | インディアンス、カバと爆ノ介、矢野号、みなみのしま、馬と魚、斉藤紳士、ガオ〜ちゃん                                                                                             |
| 6  | 2013年6月11日  | 根性試しで3番勝負 人探し対決                                                                                       | 天竺鼠、明石家のんき |
| 7  | 2013年6月18日  | 祝! 西田くん結婚おめでとう! 2次会ゲーム 公開オーディション 大好評につき延長戦                                      | インディアンス、カバと爆ノ介、矢野号、みなみのしま、馬と魚、斉藤紳士、ガオ〜ちゃん                                                                                             |
| 7  | 2013年6月18日  | 根性試しで3番勝負 激辛カレーで根性試し対決                                                                         | 天竺鼠、明石家のんき |
| 8  | 2013年6月25日  | よしもと101周年記念特別企画! おもテレ!テーマトーク                                                                 | スマイル |
| 8  | 2013年6月25日  | おごそかトーク | スマイル、天竺鼠、バイク川崎バイク |
| 8  | 2013年6月25日  | 新長田! 美観UP計画!（前編）                                                                                        | 天竺鼠、明石家のんき |
| 9  | 2013年7月2日   | よしもと101周年記念特別企画! おもテレ!テーマトーク                                                                 | 天竺鼠 |
| 9  | 2013年7月2日   | 3人寄れば文殊の知恵 3人寄れば3人大喜利                                                                             | スマイル、天竺鼠、バイク川崎バイク |
| 9  | 2013年7月2日   | 新長田! 美観UP計画!（後編）                                                                                        | 天竺鼠、明石家のんき |
| 10 | 2013年7月9日   | よしもと101周年記念特別企画! おもテレ!テーマトーク                                                                 | フルーツポンチ |
| 10 | 2013年7月9日   | ポリンの体操教室!                                                                                                  | 隼ポリン（隼ブラザーズ）、フルーツポンチ、市川義一（女と男）、ウ・キリュウ、中張又張                                                                                           |
| 10 | 2013年7月9日   | 新長田で酒のつまみをもらおう!（前編）                                                                              | アキナ、明石家のんき |
| 11 | 2013年7月16日  | よしもと101周年記念特別企画! おもテレ!テーマトーク                                                                 | 尼神インター |
| 11 | 2013年7月16日  | おもテレ コンビ対抗ゲーム対決!                                                                                     | 尼神インター、アキナ、フルーツポンチ、市川義一（女と男） |
| 11 | 2013年7月16日  | 新長田で酒のつまみをもらおう!（後編）                                                                              | アキナ、明石家のんき |
| 12 | 2013年7月23日  | よしもと101周年記念特別企画! おもテレ!テーマトーク                                                                 | ビタミンS |
| 12 | 2013年7月23日  | 今すぐ○○したくなる話                                                                                               | テンダラー、ビタミンS |
| 12 | 2013年7月23日  | 新長田CMバトル!（前編）                                                                                            | アキナ、明石家のんき |
| 13 | 2013年7月30日  | よしもと101周年記念特別企画! おもテレ!テーマトーク                                                                 | テンダラー |
| 13 | 2013年7月30日  | 第1回お前が歌うんかい選手権                                                                                        | テンダラー、ビタミンS、アキナ、誠子（尼神インター）、ウ・キリュウ、隼ポリン（隼ブラザーズ）                                                                                    |
| 13 | 2013年7月30日  | 新長田CMバトル!（後編）                                                                                            | アキナ、明石家のんき |
| 14 | 2013年8月6日   | よしもと101周年記念特別企画! おもテレ!テーマトーク                                                                 | span! |
| 14 | 2013年8月6日   | スピードゲームに挑戦                                                                                               | span!、学天即 |
| 14 | 2013年8月6日   | 3位になってはいけません! いいお父さんなのは誰だ!?                                                                  | GAG少年楽団、明石家のんき |
| 15 | 2013年8月13日  | よしもと101周年記念特別企画! おもテレ!テーマトーク                                                                 | 学天即 |
| 15 | 2013年8月13日  | 雑学ムカつかせ1グランプリ                                                                                          | span!、学天即、GAG少年楽団 |
| 15 | 2013年8月13日  | 3位になってはいけません! オシャレコーディネート対決!（前編）                                                       | GAG少年楽団、明石家のんき |
| 16 | 2013年8月20日  | よしもと101周年記念特別企画! おもテレ!テーマトーク                                                                 | 和牛 |
| 16 | 2013年8月20日  | 夏歌♪合間トーク!                                                                                                   | 長田融季（りあるキッズ）、和牛 |
| 16 | 2013年8月20日  | 3位になってはいけません! オシャレコーディネート対決!（後編）                                                       | GAG少年楽団、明石家のんき |
| 17 | 2013年8月27日  | よしもと101周年記念特別企画! おもテレ!テーマトーク                                                                 | 長田融季（りあるキッズ） |
| 17 | 2013年8月27日  | 共感しない奴が悪い! 仁義なきあるある組!                                                                            | 長田融季（りあるキッズ）、和牛、ななまがり、ストライク |
| 17 | 2013年8月27日  | のんき・GAGのNGワード言わんよ!                                                                                     | GAG少年楽団、明石家のんき |
| 18 | 2013年9月3日   | よしもと101周年記念特別企画! おもテレ!テーマトーク                                                                 | ファミリーレストラン |
| 18 | 2013年9月3日   | 湯切りザルだらけの大運動会                                                                                         | ファミリーレストラン、ミルクボーイ、鰻和弘（銀シャリ）、グイグイ大脇、インディアンス                                                                                           |
| 18 | 2013年9月3日   | のんきのオリジナルギャグを作ろう!（前編）                                                                          | GAG少年楽団、明石家のんき |
| 19 | 2013年9月10日  | よしもと101周年記念特別企画! おもテレ!テーマトーク                                                                 | ミルクボーイ、鰻和弘（銀シャリ） |
| 19 | 2013年9月10日  | 市販の美味しいキャロットジュースを越えよう                                                                         | ファミリーレストラン、鰻和弘（銀シャリ）、内海崇（ミルクボーイ） |
| 19 | 2013年9月10日  | のんきのオリジナルギャグを作ろう!（後編）                                                                          | GAG少年楽団、明石家のんき |
| 20 | 2013年9月17日  | よしもと101周年記念特別企画! おもテレ!テーマトーク                                                                 | モンスターエンジン |
| 20 | 2013年9月17日  | おごそかトーク 逆スクロール                                                                                        | モンスターエンジン、クロスバー直撃、見取り図 |
| 20 | 2013年9月17日  | 新長田のお店へいらっしゃーせー!（前編）                                                                            | GAG少年楽団、明石家のんき |
| 21 | 2013年9月24日  | よしもと101周年記念特別企画! おもテレ!テーマトーク                                                                 | グイグイ大脇、クロスバー直撃 |
| 21 | 2013年9月24日  | おもテレ! 秋のおもしろ対決!                                                                                        | モンスターエンジン、鰻和弘（銀シャリ）、見取り図、マユリカ、黒子タクシー、男性ブランコ、駒場孝（ミルクボーイ）、ボブ、クロスバー直撃、ビーフケーキ、グイグイ大脇、ガオ〜ちゃん |
| 21 | 2013年9月24日  | 新長田のお店へいらっしゃーせー!（後編）                                                                            | GAG少年楽団、明石家のんき |
| 22 | 2013年10月1日  | よしもと101周年記念特別企画! おもテレ!テーマトーク                                                                 | アインシュタイン |
| 22 | 2013年10月1日  | おもテレプレゼンツ koc2013                                                                                         | シンクロック、バイク川崎バイク、フラワーズオブロマンス、ダブルアート、コロコロチキチキペッパーズ、デルマパンゲ、ZAZY、アインシュタイン                                         |
| 22 | 2013年10月1日  | のんきさんにバレないように変顔をしよう!（前編）                                                                    | アインシュタイン、明石家のんき |
| 23 | 2013年10月8日  | よしもと101周年記念特別企画! おもテレ!テーマトーク                                                                 | シンクロック |
| 23 | 2013年10月8日  | 大盛!若手よしもと 笑い飯のおしゃべりdb DX（前編）                                                                  | アインシュタイン、デルマパンゲ、ダブルアート、ZAZY、シンクロック、コロコロチキチキペッパーズ、フラワーズオブロマンス、バイク川崎バイク、孔明わん（新長田・ご当地キャラクター） |
| 23 | 2013年10月8日  | のんきさんにバレないように変顔をしよう!（後編）                                                                    | アインシュタイン、明石家のんき |
| 24 | 2013年10月15日 | よしもと101周年記念特別企画! おもテレ!テーマトーク                                                                 | バイク川崎バイク |
| 24 | 2013年10月15日 | 大盛!若手よしもと 笑い飯のおしゃべりdb DX（後編）                                                                  | アインシュタイン、デルマパンゲ、ダブルアート、ZAZY、シンクロック、コロコロチキチキペッパーズ、フラワーズオブロマンス、バイク川崎バイク、孔明わん（新長田・ご当地キャラクター） |
| 24 | 2013年10月15日 | 親切にしてもらえたのはどっちだ対決! ROUND1                                                                         | アインシュタイン、明石家のんき |
| 25 | 2013年10月22日 | よしもと101周年記念特別企画! おもテレ!テーマトーク                                                                 | ギャロップ |
| 25 | 2013年10月22日 | レジェンド矢野に挑め!                                                                                              | 矢野勝也（矢野・兵動）、ギャロップ、三浦マイルド、守谷日和 |
| 25 | 2013年10月22日 | 親切にしてもらえたのはどっちだ対決! ROUND2                                                                         | アインシュタイン、明石家のんき |
| 26 | 2013年10月29日 | よしもと101周年記念特別企画! おもテレ!テーマトーク                                                                 | 矢野勝也（矢野・兵動） |
| 26 | 2013年10月29日 | 矢野ライントロドン!                                                                                                | 矢野勝也（矢野・兵動）、ギャロップ、三浦マイルド、守谷日和、コロコロチキチキペッパーズ                                                                                         |
| 26 | 2013年10月29日 | 親切にしてもらえたのはどっちだ対決! 最終ROUND                                                                      | アインシュタイン、明石家のんき |
| 27 | 2013年11月5日  | よしもと101周年記念特別企画! おもテレ!テーマトーク                                                                 | メッセンジャー黒田 |
| 27 | 2013年11月5日  | 黒田さんがいるから成立するか分からない企画                                                                         | メッセンジャー黒田、タナからイケダ、吉田たち、ヒガシ逢ウサカ |
| 27 | 2013年11月5日  | のんきさんにバレないように入れ替わろう!（前編）                                                                    | 吉田たち、明石家のんき |
| 28 | 2013年11月12日 | よしもと101周年記念特別企画! おもテレ!テーマトーク                                                                 | 吉田たち |
| 28 | 2013年11月12日 | 企画発表会 | メッセンジャー黒田、タナからイケダ、吉田たち、ジュリエッタ |
| 28 | 2013年11月12日 | のんきさんにバレないように入れ替わろう!（後編）                                                                    | 吉田たち、明石家のんき |
| 29 | 2013年11月19日 | よしもと101周年記念特別企画! おもテレ!テーマトーク                                                                 | 山田スタジアム |
| 29 | 2013年11月19日 | おごそかトーク 正規スクロール                                                                                      | 山田スタジアム、矢野号、アイロンヘッド |
| 29 | 2013年11月19日 | 第1回ブロックス竜王戦（前編）                                                                                      | 吉田たち、明石家のんき、ヒガシ逢ウサカ |
| 30 | 2013年11月26日 | よしもと101周年記念特別企画! おもテレ!テーマトーク                                                                 | アイロンヘッド |
| 30 | 2013年11月26日 | おもテレルーキーズ                                                                                                 | 山田スタジアム、矢野号、アイロンヘッド |
| 30 | 2013年11月26日 | 第1回ブロックス竜王戦（後編）                                                                                      | 吉田たち、明石家のんき、ヒガシ逢ウサカ |
| 31 | 2013年12月3日  | よしもと101周年記念特別企画! おもテレ!テーマトーク                                                                 | みなみのしま |
| 31 | 2013年12月3日  | 忘年会を盛り上げろ 宴会芸オーディション                                                                            | グイグイ大脇、ボスザル、ガゼル西口、シナプス、中山女子短期大学、みなみのしま、ガオ〜ちゃん、もりやすバンバンビガロ                                                             |
| 31 | 2013年12月3日  | のんきさんはHなのか検証しよう!（前編）                                                                             | 尼神インター、明石家のんき |
| 32 | 2013年12月10日 | よしもと101周年記念特別企画! おもテレ!テーマトーク                                                                 | |
| 32 | 2013年12月10日 | グイグイ大脇、ボスザル、ガゼル西口、シナプス、中山女子短期大学、みなみのしま、ガオ〜ちゃん、もりやすバンバンビガロ | |
| 32 | 2013年12月10日 | のんきさんはHなのか検証しよう!（後編）                                                                             | 尼神インター、明石家のんき |
| 33 | 2013年12月17日 | よしもと101周年記念特別企画! おもテレ!テーマトーク                                                                 | |
| 33 | 2013年12月17日 | 愛の結晶ゲーム | 銀シャリ、ダイアン、尼神インター、堀川絵美、茜（カーニバル）、隼ポリン（隼ブラザーズ）                                                                                         |
| 33 | 2013年12月17日 | 明石家のんき | |
| 34 | 2013年12月24日 | よしもと101周年記念特別企画! おもテレ!テーマトーク                                                                 | |
| 34 | 2013年12月24日 | 第1回 紅白インストゥルメンタルの曲にいい歌詞をつけた歌合戦                                                         | 銀シャリ、ダイアン、尼神インター、堀川絵美、茜（カーニバル）、隼ポリン（隼ブラザーズ）                                                                                         |
| 34 | 2013年12月24日 | 明石家のんき | |

| 回 | 放送日         | 企画 | ゲスト                                                                                               |
| -- | -------------- | --- | --- |
| 35 | 2014年1月7日   | 笑い飯 今年の抱負                                                                                        | |
| 35 | 2014年1月7日   | うざいヤツ vs まともなヤツ 正月秒殺バージョン                                                            | GAG少年楽団、学天即、岩部彰（ミサイルマン）、田渕章裕（インディアンス）                              |
| 35 | 2014年1月7日   | 新長田のマダムを喜ばせられるのはどっちだ対決（前編）                                                     | 明石家のんき、和牛                                                                                   |
| 36 | 2014年1月14日  | よしもと101周年記念特別企画! おもテレ!テーマトーク                                                       | 岩部彰（ミサイルマン）                                                                               |
| 36 | 2014年1月14日  | 武将様と遊ぼう!                                                                                          | GAG少年楽団、モンスターエンジン、岩部彰（ミサイルマン）                                              |
| 36 | 2014年1月14日  | 新長田のマダムを喜ばせられるのはどっちだ対決（後編）                                                     | 明石家のんき、和牛                                                                                   |
| 37 | 2014年1月21日  | よしもと101周年記念特別企画! おもテレ!テーマトーク                                                       | 学天即                                                                                               |
| 37 | 2014年1月21日  | ものまね小言ドン!                                                                                        | モンスターエンジン、学天即、和牛、クロスバー直撃                                                     |
| 37 | 2014年1月21日  | NGワードトーク（前編）                                                                                   | 明石家のんき、和牛                                                                                   |
| 38 | 2014年1月28日  | よしもと101周年記念特別企画! おもテレ!テーマトーク                                                       | 和牛                                                                                                 |
| 38 | 2014年1月28日  | その1秒に命をかけろ! 1秒SHOW!                                                                            | モンスターエンジン、和牛、クロスバー直撃                                                             |
| 38 | 2014年1月28日  | NGワードトーク（後編）                                                                                   | 明石家のんき、和牛                                                                                   |
| 39 | 2014年2月4日   | よしもと101周年記念特別企画! おもテレ!テーマトーク                                                       | 天竺鼠                                                                                               |
| 39 | 2014年2月4日   | 節分トーク                                                                                               | span!、天竺鼠、土佐駒                                                                                |
| 39 | 2014年2月4日   | ノーリアクション王に俺はなる!（第1戦）                                                                   | 明石家のんき、バイク川崎バイク、守谷日和                                                             |
| 40 | 2014年2月11日  | よしもと101周年記念特別企画! おもテレ!テーマトーク                                                       | span!                                                                                                |
| 40 | 2014年2月11日  | 本当はこうやって渡されたいチョコレート                                                                   | span!、アキナ、バイク川崎バイク、守谷日和、ナダル（コロコロチキチキペッパーズ）                      |
| 40 | 2014年2月11日  | ノーリアクション王に俺はなる!（第2戦）                                                                   | 明石家のんき、バイク川崎バイク、守谷日和                                                             |
| 41 | 2014年2月18日  | よしもと101周年記念特別企画! おもテレ!テーマトーク                                                       | バイク川崎バイク、守谷日和                                                                           |
| 41 | 2014年2月18日  | オリジナル応援歌で応援しよう                                                                             | バイク川崎バイク、守谷日和、サカモト's、セルライトスパ、矢野号、ナダル（コロコロチキチキペッパーズ） |
| 41 | 2014年2月18日  | ノーリアクション王に俺はなる!（第3戦）                                                                   | 明石家のんき、バイク川崎バイク、守谷日和                                                             |
| 42 | 2014年2月25日  | よしもと101周年記念特別企画! おもテレ!テーマトーク                                                       | アキナ                                                                                               |
| 42 | 2014年2月25日  | 検証!芸人が身体測定をするだけで面白くなるのか?!                                                          | 天竺鼠、アキナ、土佐駒                                                                               |
| 42 | 2014年2月25日  | ノーリアクション王に俺はなる!（第4戦）                                                                   | 明石家のんき、バイク川崎バイク、守谷日和                                                             |
| 43 | 2014年3月4日   | よしもと101周年記念特別企画! おもテレ!テーマトーク                                                       | 藤崎マーケット                                                                                       |
| 43 | 2014年3月4日   | ラララライ体操の「ガシーン」をキメよう!                                                                  | 藤崎マーケット、スーパーマラドーナ、瀬戸洋祐（スマイル）                                             |
| 43 | 2014年3月4日   | スマイル・のんきの三位一体協力ゲーム（前編）                                                             | 明石家のんき、スマイル                                                                               |
| 44 | 2014年3月11日  | よしもと101周年記念特別企画! おもテレ!テーマトーク                                                       | スーパーマラドーナ                                                                                   |
| 44 | 2014年3月11日  | タサキエンペラーに挑め!（前編）                                                                          | 藤崎マーケット、スーパーマラドーナ、ウーイェイよしたか（スマイル）、トット                           |
| 44 | 2014年3月11日  | おもテレおすすめ! 若手芸人ネタ                                                                           | ラフ次元、マドンナ、ななまがり                                                                       |
| 44 | 2014年3月11日  | スマイル・のんきの三位一体協力ゲーム（後編）                                                             | 明石家のんき、スマイル                                                                               |
| 45 | 2014年3月18日  | よしもと101周年記念特別企画! おもテレ!テーマトーク                                                       | トット                                                                                               |
| 45 | 2014年3月18日  | タサキエンペラーに挑め!（後編）                                                                          | 藤崎マーケット、スーパーマラドーナ、ウーイェイよしたか（スマイル）、トット                           |
| 45 | 2014年3月18日  | 笑うんだったら金をくれ! 笑いはどこまでお金になるのか!?（前編）                                           | 明石家のんき、スマイル                                                                               |
| 46 | 2014年3月25日  | よしもと101周年記念特別企画! おもテレ!テーマトーク                                                       | スマイル                                                                                             |
| 46 | 2014年3月25日  | おもテレ! パンストで泣ける話                                                                             | スマイル、カバと爆ノ介                                                                               |
| 46 | 2014年3月25日  | 笑うんだったら金をくれ! 笑いはどこまでお金になるのか!?（中編）                                           | 明石家のんき、スマイル                                                                               |
| 47 | 2014年4月1日   | よしもと101周年記念特別企画! おもテレ!テーマトーク                                                       | マドンナ                                                                                             |
| 47 | 2014年4月1日   | 5up卒業記念 卒業式風大喜利                                                                               | マドンナ、ななまがり、トット、ラフ次元                                                               |
| 47 | 2014年4月1日   | 笑うんだったら金をくれ! 笑いはどこまでお金になるのか!?（後編）                                           | 明石家のんき、スマイル                                                                               |
| 48 | 2014年4月8日   | よしもと101周年記念特別企画! おもテレ!テーマトーク                                                       | ギャロップ                                                                                           |
| 48 | 2014年4月8日   | 俺のインスタントラーメン!                                                                                | テンダラー、ギャロップ                                                                               |
| 48 | 2014年4月8日   | 火事場の馬鹿力（1）                                                                                      | 明石家のんき、ギャロップ                                                                             |
| 49 | 2014年4月15日  | よしもと101周年記念特別企画! おもテレ!テーマトーク                                                       | テンダラー                                                                                           |
| 49 | 2014年4月15日  | 楽しいお花見!                                                                                            | テンダラー、ギャロップ                                                                               |
| 49 | 2014年4月15日  | 火事場の馬鹿力（2）                                                                                      | 明石家のんき、ギャロップ                                                                             |
| 49 | 2014年4月15日  | のんきさんの謎解きコーナー（1）                                                                          | 明石家のんき                                                                                         |
| 50 | 2014年4月22日  | よしもと101周年記念特別企画! おもテレ!テーマトーク                                                       | ガリガリガリクソン                                                                                   |
| 50 | 2014年4月22日  | 卒業アルバムを作ろう!                                                                                    | 三浦マイルド、バイク川崎バイク、ななまがり、ガリガリガリクソン、たけだバーベキュー、ヒューマン中村   |
| 50 | 2014年4月22日  | 火事場の馬鹿力（3）                                                                                      | 明石家のんき、ギャロップ                                                                             |
| 50 | 2014年4月22日  | のんきさんの謎解きコーナー（2）                                                                          | 明石家のんき                                                                                         |
| 51 | 2014年4月29日  | よしもと101周年記念特別企画! おもテレ!テーマトーク                                                       | 三浦マイルド                                                                                         |
| 51 | 2014年4月29日  | 超おごそか大喜利 カーテンならびに回転スクロールバージョン                                                | 三浦マイルド、バイク川崎バイク、ななまがり、ガリガリガリクソン、たけだバーベキュー、ヒューマン中村   |
| 51 | 2014年4月29日  | 火事場の馬鹿力（4）                                                                                      | 明石家のんき、ギャロップ                                                                             |
| 51 | 2014年4月29日  | のんきさんの謎解きコーナー（3）                                                                          | 明石家のんき                                                                                         |
| 52 | 2014年5月6日   | よしもと101周年記念特別企画! おもテレ!テーマトーク                                                       | モンスターエンジン                                                                                   |
| 52 | 2014年5月6日   | いいともリスペクト チーム対抗ランキングでビンゴ                                                          | モンスターエンジン、尼神インター、中山女子短期大学、ZAZY                                             |
| 52 | 2014年5月6日   | 動画で遊ぼう（前編）                                                                                     | 明石家のんき、尼神インター                                                                           |
| 52 | 2014年5月6日   | のんきさんの謎解きコーナー（4）                                                                          | 明石家のんき                                                                                         |
| 53 | 2014年5月13日  | よしもと101周年記念特別企画! おもテレ!テーマトーク                                                       | 尼神インター                                                                                         |
| 53 | 2014年5月13日  | いいライントロドン! feat.馬と魚                                                                          | モンスターエンジン、尼神インター、中山女子短期大学、ZAZY、馬と魚                                     |
| 53 | 2014年5月13日  | 動画で遊ぼう（後編）                                                                                     | 明石家のんき、尼神インター                                                                           |
| 53 | 2014年5月13日  | のんきさんの謎解きコーナー（5）                                                                          | 明石家のんき                                                                                         |
| 54 | 2014年5月20日  | よしもと101周年記念特別企画! おもテレ!テーマトーク                                                       | ダイアン                                                                                             |
| 54 | 2014年5月20日  | 恐怖! 罰ゲームの祭典                                                                                     | ファミリーレストラン、ダイアン、ダブルアート                                                         |
| 54 | 2014年5月20日  | のんきの心を掴むのはどっちだ!? 理想のデート対決（前編）                                                  | 明石家のんき、尼神インター                                                                           |
| 54 | 2014年5月20日  | のんきさんの謎解きコーナー（6）                                                                          | 明石家のんき                                                                                         |
| 55 | 2014年5月27日  | よしもと101周年記念特別企画! おもテレ!テーマトーク                                                       | ファミリーレストラン                                                                                 |
| 55 | 2014年5月27日  | おもテレ1周年記念 ヘッドホンゲーム                                                                       | 山田スタジアム、ファミリーレストラン、ダイアン、ダブルアート                                         |
| 55 | 2014年5月27日  | のんきの心を掴むのはどっちだ!? 理想のデート対決（後編）                                                  | 明石家のんき、尼神インター                                                                           |
| 55 | 2014年5月27日  | のんきさんの謎解きコーナー（7）                                                                          | 明石家のんき                                                                                         |
| 56 | 2014年6月3日   | おもテレ!テーマトーク                                                                                    | バンビーノ                                                                                           |
| 56 | 2014年6月3日   | 第1回 おもテレネタバトル!!（前編）                                                                       | かまいたち、コーンスターチ、シンクロック、バンビーノ                                                 |
| 56 | 2014年6月3日   | 新長田でスッキリしよう（1）                                                                              | 明石家のんき、アイロンヘッド                                                                         |
| 56 | 2014年6月3日   | のんきさんの謎解きコーナー（8）                                                                          | 明石家のんき、ちっちゃいおっさん、ガブガブキング                                                     |
| 57 | 2014年6月10日  | おもテレ!テーマトーク                                                                                    | かまいたち                                                                                           |
| 57 | 2014年6月10日  | 第1回 おもテレネタバトル!!（後編）                                                                       | かまいたち、ツートライブ、コマンダンテ、へべれけ                                                     |
| 57 | 2014年6月10日  | 新長田でスッキリしよう（2）                                                                              | 明石家のんき、アイロンヘッド                                                                         |
| 57 | 2014年6月10日  | のんきさんの謎解きコーナー（9）                                                                          | 明石家のんき                                                                                         |
| 58 | 2014年6月17日  | おもテレ!テーマトーク                                                                                    | ミルクボーイ                                                                                         |
| 58 | 2014年6月17日  | 電話トーク                                                                                               | 学天即、ミルクボーイ、アイロンヘッド                                                                 |
| 58 | 2014年6月17日  | 新長田でスッキリしよう（3）                                                                              | 明石家のんき、アイロンヘッド                                                                         |
| 59 | 2014年6月24日  | おもテレ!テーマトーク                                                                                    | 学天即                                                                                               |
| 59 | 2014年6月24日  | しりとりで遊ぼう                                                                                         | 学天即、ミルクボーイ、アイロンヘッド                                                                 |
| 59 | 2014年6月24日  | 新長田でスッキリしよう（4）                                                                              | 明石家のんき、アイロンヘッド                                                                         |
| 60 | 2014年7月1日   | おもテレ!テーマトーク                                                                                    | 天竺鼠                                                                                               |
| 60 | 2014年7月1日   | SUNTV ワールドカップ サッカーゲーム                                                                      | 天竺鼠、タナからイケダ、男性ブランコ、ゆりやんレトリィバァ                                           |
| 60 | 2014年7月1日   | 新長田でスッキリしよう（5）                                                                              | 明石家のんき、アイロンヘッド                                                                         |
| 61 | 2014年7月8日   | おもテレ!テーマトーク                                                                                    | 和牛                                                                                                 |
| 61 | 2014年7月8日   | 矢野リアクショントロドン!                                                                                | 矢野勝也（矢野・兵動）、和牛、アインシュタイン                                                       |
| 61 | 2014年7月8日   | レシートチャレンジ                                                                                       | 明石家のんき、アインシュタイン                                                                       |
| 62 | 2014年7月15日  | おもテレ!テーマトーク                                                                                    | 矢野勝也（矢野・兵動）                                                                               |
| 62 | 2014年7月15日  | ちょっとだけ変な長い太巻き寿司を作ろう                                                                   | 矢野勝也（矢野・兵動）、和牛、アインシュタイン                                                       |
| 62 | 2014年7月15日  | 親切にしてもらえるのはどっちだ対決（前編）                                                               | 明石家のんき、アインシュタイン                                                                       |
| 63 | 2014年7月22日  | おもテレ!テーマトーク                                                                                    | タナからイケダ                                                                                       |
| 63 | 2014年7月22日  | 犯罪撲滅企画 悪い奴選手権                                                                                | 天竺鼠、タナからイケダ、男性ブランコ、ゆりやんレトリィバァ                                           |
| 63 | 2014年7月22日  | 親切にしてもらえるのはどっちだ対決（中編）                                                               | 明石家のんき、アインシュタイン                                                                       |
| 64 | 2014年7月29日  | 総集編 おもしろテレビのおもしろどころ10連発                                                              | |
| 64 | 2014年7月29日  | 親切にしてもらえるのはどっちだ対決（後編）                                                               | 明石家のんき、アインシュタイン                                                                       |
| 65 | 2014年8月5日   | おもテレ!テーマトーク                                                                                    | スマイル                                                                                             |
| 65 | 2014年8月5日   | 第2回 おもテレネタバトル!!                                                                               | スマイル、霜降り明星、てんしとあくま、ロシアン生まれ、デルマパンゲ                                   |
| 65 | 2014年8月5日   | 歌い出しに合わせましょう                                                                                 | 明石家のんき、クロスバー直撃                                                                         |
| 66 | 2014年8月12日  | おもテレ!テーマトーク                                                                                    | クロスバー直撃                                                                                       |
| 66 | 2014年8月12日  | 河童の夏休みゲーム!                                                                                      | スマイル、霜降り明星、デルマパンゲ、西野創人（コロコロチキチキペッパーズ）                           |
| 66 | 2014年8月12日  | 歌い出しに合わせましょう パート2                                                                         | 明石家のんき、クロスバー直撃                                                                         |
| 67 | 2014年8月19日  | おもテレ!テーマトーク                                                                                    | アキナ                                                                                               |
| 67 | 2014年8月19日  | 夏合宿の夜トーク!〜先生が見回りに来るバージョン〜                                                        | スーパーマラドーナ、アキナ、クロスバー直撃、西野創人（コロコロチキチキペッパーズ）                   |
| 67 | 2014年8月19日  | 写真でBINGO!（前編）                                                                                     | 明石家のんき、クロスバー直撃                                                                         |
| 68 | 2014年8月26日  | おもテレ!テーマトーク                                                                                    | スーパーマラドーナ                                                                                   |
| 68 | 2014年8月26日  | 妖怪王決定戦                                                                                             | スーパーマラドーナ、アキナ、クロスバー直撃、セルライトスパ                                           |
| 68 | 2014年8月26日  | 写真でBINGO!（後編）                                                                                     | 明石家のんき、クロスバー直撃                                                                         |
| 69 | 2014年9月2日   | おもテレ!テーマトーク                                                                                    | ヘッドライト                                                                                         |
| 69 | 2014年9月2日   | ソラシドのおもしろテレビ                                                                                 | ヘッドライト、藤崎マーケット、ビーフケーキ、ソラシド                                                 |
| 69 | 2014年9月2日   | 持ち時間3分トーク                                                                                        | 明石家のんき、ビーフケーキ                                                                           |
| 70 | 2014年9月9日   | おもテレ!テーマトーク                                                                                    | 藤崎マーケット                                                                                       |
| 70 | 2014年9月9日   | 怖い話小言ドン! オールソラシドバージョン                                                                 | ソラシド、藤崎マーケット、町田星児（ヘッドライト）、近藤貴嗣（ビーフケーキ）                         |
| 70 | 2014年9月9日   | ノーリアクション ドリンク対決                                                                            | 明石家のんき、ビーフケーキ                                                                           |
| 71 | 2014年9月16日  | おもテレ!テーマトーク                                                                                    | アイロンヘッド                                                                                       |
| 71 | 2014年9月16日  | 第1回! こいつオモロいんすよ!                                                                             | アイロンヘッド、ZAZY、ちびシャトル、漱石、お寿司（ば〜まん♪）、T@TSU（モンスーン）                   |
| 71 | 2014年9月16日  | ハイテンション 街ぶら（前編）                                                                            | 明石家のんき、ビーフケーキ                                                                           |
| 72 | 2014年9月23日  | おもテレ!テーマトーク                                                                                    | ビーフケーキ                                                                                         |
| 72 | 2014年9月23日  | 神鉄 味の新開地行き各駅停車                                                                              | ビーフケーキ、アイロンヘッド、ZAZY                                                                   |
| 72 | 2014年9月23日  | ハイテンション 街ぶら（後編）                                                                            | 明石家のんき、ビーフケーキ                                                                           |
| 73 | 2014年9月30日  | おもテレ!テーマトーク                                                                                    | ジソンシン                                                                                           |
| 73 | 2014年9月30日  | 第3回 おもテレネタバトル!!（前編）                                                                       | モンスターエンジン、マユリカ、ジソンシン、イブンカ                                                   |
| 73 | 2014年9月30日  | ディレクター林の新長田ぶらり旅 その1                                                                     | 明石家のんき、ギャロップ                                                                             |
| 74 | 2014年10月7日  | おもテレ!テーマトーク                                                                                    | モンスターエンジン                                                                                   |
| 74 | 2014年10月7日  | 第3回 おもテレネタバトル!!                                                                               | モンスターエンジン、kento fukaya、8.6秒バズーカー、蛙亭、ムニムニヤエバ                              |
| 74 | 2014年10月7日  | ディレクター林の新長田ぶらり旅 その2                                                                     | 明石家のんき、ギャロップ                                                                             |
| 75 | 2014年10月14日 | おもテレ!テーマトーク                                                                                    | ギャロップ                                                                                           |
| 75 | 2014年10月14日 | 目指せ! 100均王!                                                                                         | ジソンシン、8.6秒バズーカー、蛙亭、イブンカ、kento fukaya、ムニムニヤエバ、マユリカ                  |
| 75 | 2014年10月14日 | ディレクター林の新長田ぶらり旅 その3                                                                     | 明石家のんき、ギャロップ                                                                             |
| 76 | 2014年10月21日 | おもテレ!テーマトーク                                                                                    | ガオ〜ちゃん                                                                                         |
| 76 | 2014年10月21日 | みんな大好き ガオ〜ちゃん                                                                                | ギャロップ、モンスターエンジン、アキナ、ガオ〜ちゃん                                                 |
| 76 | 2014年10月21日 | ディレクター林の新長田ぶらり旅 その4                                                                     | 明石家のんき、ギャロップ                                                                             |
| 77 | 2014年10月28日 | おもテレ!テーマトーク                                                                                    | アキナ                                                                                               |
| 77 | 2014年10月28日 | バケツだらけの大運動会                                                                                   | ギャロップ、モンスターエンジン、アキナ、ガオ〜ちゃん                                                 |
| 77 | 2014年10月28日 | ディレクター林の新長田ぶらり旅 その5                                                                     | 明石家のんき、ギャロップ                                                                             |
| 78 | 2014年11月4日  | おもテレ!テーマトーク                                                                                    | テンダラー                                                                                           |
| 78 | 2014年11月4日  | 検証! おもテレで流れているCMをやるだけでおもしろくなるのか? 「てっぺんとったんで! 調子に乗るな! NMB48!」 | テンダラー、スマイル                                                                                 |
| 78 | 2014年11月4日  | 歌でつなげ! 京都の輪（前編）                                                                             | 明石家のんき、トット                                                                                 |
| 79 | 2014年11月11日 | おもテレ!テーマトーク                                                                                    | 守谷日和                                                                                             |
| 79 | 2014年11月11日 | おもテレ! この時期ゲーム!                                                                                | 学天即、トット、守谷日和                                                                             |
| 79 | 2014年11月11日 | 歌でつなげ! 京都の輪（後編）                                                                             | 明石家のんき、トット                                                                                 |
| 80 | 2014年11月18日 | おもテレ!テーマトーク                                                                                    | スマイル                                                                                             |
| 80 | 2014年11月18日 | おもテレ つぼみランキング!!                                                                              | テンダラー、スマイル、つぼみ（VTR出演）                                                              |
| 80 | 2014年11月18日 | イケメン多田とあなたの彼氏 どっちがタイプ!?（前編）                                                      | 明石家のんき、トット                                                                                 |
| 81 | 2014年11月25日 | おもテレ!テーマトーク                                                                                    | 学天即                                                                                               |
| 81 | 2014年11月25日 | ごきげんショッキング                                                                                     | 学天即、トット、守谷日和                                                                             |
| 81 | 2014年11月25日 | イケメン多田とあなたの彼氏 どっちがタイプ!?（後編）                                                      | 明石家のんき、トット                                                                                 |
| 82 | 2014年12月2日  | おもテレ!テーマトーク                                                                                    | 小森園ひろし                                                                                         |
| 82 | 2014年12月2日  | 第4回 おもテレネタバトル!!                                                                               | ダイアン、ミキ、ロングコートダディ、小森園ひろし、男性ブランコ                                       |
| 82 | 2014年12月2日  | 検証! 池田は30分で3キロ太れるか!?（前編）                                                                | 明石家のんき、ダブルアート                                                                           |
| 83 | 2014年12月9日  | おもテレ!テーマトーク                                                                                    | ダイアン                                                                                             |
| 83 | 2014年12月9日  | 2014年 節約振り返りゲーム                                                                                | ダイアン、小森園ひろし、男性ブランコ                                                                 |
| 83 | 2014年12月9日  | 検証! 池田は30分で3キロ太れるか!?（後編）                                                                | 明石家のんき、ダブルアート                                                                           |
| 84 | 2014年12月16日 | おもテレ!テーマトーク                                                                                    | タナからイケダ                                                                                       |
| 84 | 2014年12月16日 | 背の高いクリスマスケーキを作ろう!                                                                        | タナからイケダ、アインシュタイン、カーニバル、へべれけ                                               |
| 84 | 2014年12月16日 | 外国人に聞く! 一番最初に覚えた日本語ビンゴ対決!（前編）                                                  | 明石家のんき、ダブルアート                                                                           |
| 85 | 2014年12月23日 | おもテレ!テーマトーク                                                                                    | アインシュタイン                                                                                     |
| 85 | 2014年12月23日 | 第2回 紅白インストゥルメンタルの曲にいい歌詞をつけた歌合戦                                               | タナからイケダ、アインシュタイン、東京ロマンポルノ、ナダル（コロコロチキチキペッパーズ）             |
| 85 | 2014年12月23日 | 外国人に聞く! 一番最初に覚えた日本語ビンゴ対決!（後編）                                                  | 明石家のんき、ダブルアート                                                                           |

| 回  | 放送日         | 企画                                                        | ゲスト |
| --- | -------------- | ----------------------------------------------------------- | --- |
| 86  | 2015年1月6日   | 即興ドリームジャンボマッチ!                                 | 天竺鼠、アキナ、和牛、ダブルアート |
| 86  | 2015年1月6日   | 明石家のんきから新年のご挨拶                                | 明石家のんき |
| 87  | 2015年1月13日  | おもテレ!テーマトーク                                       | 兵動大樹（矢野・兵動） |
| 87  | 2015年1月13日  | 上手な紙芝居小言ドン!                                       | 天竺鼠、アキナ、和牛、ダブルアート |
| 87  | 2015年1月13日  | 横文字厳禁 UNO対決!!                                        | 明石家のんき、和牛 |
| 88  | 2015年1月20日  | おもテレ!テーマトーク                                       | お〜い!久馬（ザ・プラン9） |
| 88  | 2015年1月20日  | 第1回 この先輩おもろいんですよ!                             | 土肥ポン太、お〜い!久馬（ザ・プラン9）、兵動大樹（矢野・兵動）、インディアンス、迫田篤（デルマパンゲ）、THE 小野（ズンズンポイポイ）                                                             |
| 88  | 2015年1月20日  | のんき逃走中!（前編）                                       | 明石家のんき、和牛 |
| 89  | 2015年1月27日  | おもテレ!テーマトーク                                       | 土肥ポン太 |
| 89  | 2015年1月27日  | 先輩と遊ぼう!                                               | 土肥ポン太、お〜い!久馬（ザ・プラン9）、兵動大樹（矢野・兵動）、モンスターエンジン、インディアンス、デルマパンゲ                                                                                 |
| 89  | 2015年1月27日  | のんき逃走中!（後編）                                       | 明石家のんき、和牛 |
| 90  | 2015年2月3日   | おもテレ!テーマトーク                                       | クロスバー直撃 |
| 90  | 2015年2月3日   | 節分×バレンタイン結合企画! いい男プレゼンSHOW!              | 市川義一（女と男）、クロスバー直撃、梅村賢太郎（ラフ次元）、松下千紘・杉山優華・しより・吉岡久美子・樋口みどりこ（つぼみ）                                                                       |
| 90  | 2015年2月3日   | ぱちんこよしもとタウンで遊ぼう!（前編）                     | 明石家のんき、見取り図 |
| 91  | 2015年2月10日  | おもテレ!テーマトーク                                       | 市川義一（女と男） |
| 91  | 2015年2月10日  | VSつぼみ                                                    | ファミリーレストラン、市川義一（女と男）、クロスバー直撃、松下千紘・杉山優華・しより・吉岡久美子・樋口みどりこ（つぼみ）                                                                         |
| 91  | 2015年2月10日  | ぱちんこよしもとタウンで遊ぼう!（後編）                     | 明石家のんき、見取り図 |
| 92  | 2015年2月17日  | おもテレ!テーマトーク                                       | シャンプーハット |
| 92  | 2015年2月17日  | 第5回 おもテレネタバトル!!                                  | シャンプーハット、ヘンダーソン、トリプルスペイン、セルライトスパ、見取り図 |
| 92  | 2015年2月17日  | コンビ愛チェック! 見取り図答え合わせましょう30（前編）      | 明石家のんき、見取り図 |
| 93  | 2015年2月24日  | おもテレ!テーマトーク                                       | ファミリーレストラン |
| 93  | 2015年2月24日  | 多少の入れ替えはありよ! だんだんゲーム!                     | シャンプーハット、ファミリーレストラン、見取り図 |
| 93  | 2015年2月24日  | コンビ愛チェック! 見取り図答え合わせましょう30（後編）      | 明石家のんき、見取り図 |
| 94  | 2015年3月3日   | おもテレ!テーマトーク                                       | 藤崎マーケット |
| 94  | 2015年3月3日   | 第2回 みんな大好き ガオ〜ちゃん                             | ギャロップ、モンスターエンジン、藤崎マーケット、ガオ〜ちゃん |
| 94  | 2015年3月3日   | 世にもおるおる物語（前編）                                  | 明石家のんき、藤崎マーケット |
| 95  | 2015年3月10日  | おもテレ!テーマトーク                                       | ギャロップ |
| 95  | 2015年3月10日  | FG林オーディション!                                         | ギャロップ、モンスターエンジン、藤崎マーケット、ガオ〜ちゃん |
| 95  | 2015年3月10日  | 世にもおるおる物語（後編）                                  | 明石家のんき、藤崎マーケット |
| 96  | 2015年3月17日  | おもテレ!テーマトーク                                       | ビーフケーキ |
| 96  | 2015年3月17日  | 不良に舐められるな! 教室ガラガラインパクト!!                | ビーフケーキ、守谷日和、ジュリエッタ |
| 96  | 2015年3月17日  | 街の人に教えてもらおう!（前編）                             | 明石家のんき、藤崎マーケット |
| 97  | 2015年3月24日  | おもテレ!テーマトーク                                       | 守谷日和 |
| 97  | 2015年3月24日  | 卑下厳禁! 長田のおじさんのハートを掴め! 自己申告ランキング  | ビーフケーキ、守谷日和、ジュリエッタ |
| 97  | 2015年3月24日  | 街の人に教えてもらおう!（後編）                             | 明石家のんき、藤崎マーケット |
| 98  | 2015年3月31日  | 第6回 おもテレネタバトル!!（前編）                          | スーパーマラドーナ、サンドロップ、ラニーノーズ、ビスケットブラザーズ、ジョニーレオポン |
| 98  | 2015年3月31日  | のんきのお悩み相談室                                        | 明石家のんき |
| 99  | 2015年4月7日   | 第6回 おもテレネタバトル!!（後編）                          | スーパーマラドーナ、ヒガシ逢ウサカ、モンスーン、ゲラゲラ星人、くのいち |
| 99  | 2015年4月7日   | 沖縄VS新長田 沢山の感謝をもらおう! ありがとう対決（前編）   | 明石家のんき、守谷日和 |
| 100 | 2015年4月14日  | おもテレ!テーマトーク                                       | 山田スタジアム |
| 100 | 2015年4月14日  | プロ野球開幕記念 阪神対巨人                                 | span!、グイグイ大脇、ヒューマン中村、矢野号、カバと爆ノ介、山田スタジアム |
| 100 | 2015年4月14日  | 沖縄VS新長田 沢山の感謝をもらおう! ありがとう対決（後編）   | 明石家のんき、守谷日和 |
| 101 | 2015年4月21日  | おもテレ!テーマトーク                                       | グイグイ大脇 |
| 101 | 2015年4月21日  | 懺悔のち晴れ替え歌                                          | span!、グイグイ大脇、ヒューマン中村、矢野号、カバと爆ノ介、山田スタジアム |
| 101 | 2015年4月21日  | もしカレ もしも彼氏が芸人だったら（前編）                   | 明石家のんき、守谷日和 |
| 102 | 2015年4月28日  | おもテレ!テーマトーク                                       | スーパーマラドーナ |
| 102 | 2015年4月28日  | ありがとうさようなら 新長田総集編SP                         | |
| 102 | 2015年4月28日  | もしカレ もしも彼氏が芸人だったら（後編）                   | 明石家のんき、守谷日和 |
| 103 | 2015年5月5日   | おもテレ!テーマトーク                                       | テンダラー |
| 103 | 2015年5月5日   | やってる事は同じだよ! 難易度アップっぽいゲーム              | テンダラー、天竺鼠、トット、吉田たち、kento fukaya |
| 103 | 2015年5月5日   | 答えるまであと何秒!? マスインタイムグランプリ（前編）       | 明石家のんき、守谷日和 |
| 104 | 2015年5月12日  | おもテレ!テーマトーク                                       | 天竺鼠 |
| 104 | 2015年5月12日  | スクリーンを使おう!                                         | テンダラー、天竺鼠、トット、吉田たち、kento fukaya |
| 104 | 2015年5月12日  | 答えるまであと何秒!? マスインタイムグランプリ（後編）       | 明石家のんき、守谷日和 |
| 105 | 2015年5月19日  | おもテレ!テーマトーク                                       | 学天即 |
| 105 | 2015年5月19日  | いいライントロドン!                                         | ダイアン、学天即、コマンダンテ |
| 105 | 2015年5月19日  | 答えるまであと何秒!? マスインタイムグランプリ Part2（前編） | 明石家のんき、守谷日和 |
| 106 | 2015年5月26日  | おもテレ!テーマトーク                                       | ダイアン |
| 106 | 2015年5月26日  | ぼちぼち梅雨だよ! 芸人考案 雨の日に学校でやろうゲーム       | ダイアン、学天即、コマンダンテ、バンビーノ、シンクロック |
| 106 | 2015年5月26日  | 答えるまであと何秒!? マスインタイムグランプリ Part2（後編） | 明石家のんき、守谷日和 |
| 107 | 2015年6月2日   | おもテレ!テーマトーク                                       | 8.6秒バズーカー |
| 107 | 2015年6月2日   | みんなでラッスンゴレライ踊ってみよう! クイズ$タケチオネア   | スーパーマラドーナ、マルセイユ、霜降り明星、8.6秒バズーカー |
| 107 | 2015年6月2日   | あだ名ビンゴ対決!（前編）                                   | 明石家のんき、守谷日和 |
| 108 | 2015年6月9日   | おもテレ!テーマトーク                                       | ヤナギブソン（ザ・プラン9） |
| 108 | 2015年6月9日   | ヤングVSアダルト おもテレ! リズムゲーム                     | ヤナギブソン（ザ・プラン9）、スーパーマラドーナ、霜降り明星、8.6秒バズーカー |
| 108 | 2015年6月9日   | あだ名ビンゴ対決!（中編）                                   | 明石家のんき、守谷日和 |
| 109 | 2015年6月16日  | 第7回 おもテレネタバトル!!                                  | 矢野・兵動、マルセイユ、キンニクキンギョ、スーパーノヴァ、パーフェクト・ダブル・シュレッダー、ズンズンポイポイ                                                                                   |
| 109 | 2015年6月16日  | あだ名ビンゴ対決!（後編）                                   | 明石家のんき、守谷日和 |
| 110 | 2015年6月23日  | おもテレ!テーマトーク                                       | 矢野・兵動 |
| 110 | 2015年6月23日  | 緊急時訓練                                                  | 矢野・兵動、ヤナギブソン（ザ・プラン9）、マルセイユ、ズンズンポイポイ |
| 110 | 2015年6月23日  | のんきvs霜降り明星 元気いっぱいボウリング対決（1）          | 明石家のんき、霜降り明星 |
| 111 | 2015年6月30日  | 最高のお弁当を作ろう!                                       | スマイル、アインシュタイン、田中一彦（スーパーマラドーナ） |
| 112 | 2015年7月7日   | おもテレ!テーマトーク                                       | モンスターエンジン |
| 112 | 2015年7月7日   | つぼみフレンドパーク〜ダーツ部分多めバージョン〜            | ファミリーレストラン、モンスターエンジン、ヒガシ逢ウサカ、松下千紘・杉山優華・しより・吉岡久美子・樋口みどりこ（つぼみ）                                                                         |
| 112 | 2015年7月7日   | のんきvs霜降り明星 元気いっぱいボウリング対決（2）          | 明石家のんき、霜降り明星 |
| 113 | 2015年7月14日  | おもテレ!テーマトーク                                       | 山崎祐介（アポロン） |
| 113 | 2015年7月14日  | アポロン山崎は凄い!                                         | モンスターエンジン、クロスバー直撃、尼神インター、山崎祐介（アポロン） |
| 113 | 2015年7月14日  | のんきvs霜降り明星 元気いっぱいボウリング対決（3）          | 明石家のんき、霜降り明星 |
| 114 | 2015年7月21日  | おもテレ!テーマトーク                                       | 和牛 |
| 114 | 2015年7月21日  | 第3回 ものまね小言ドン!                                     | スマイル、和牛、クロスバー直撃、西野創人（コロコロチキチキペッパーズ）、茜チーフ、がっき〜、今井将人（ヒガシ逢ウサカ）、大須賀健剛（セルライトスパ）、岡下雅典（コーンスターチ）、小西武蔵       |
| 114 | 2015年7月21日  | のんきvs霜降り明星 元気いっぱいボウリング対決（4）          | 明石家のんき、霜降り明星 |
| 115 | 2015年7月28日  | おもテレ!テーマトーク                                       | スマイル |
| 115 | 2015年7月28日  | 怖〜い話                                                    | ファミリーレストラン、スマイル、和牛、尼神インター |
| 115 | 2015年7月28日  | ピタゴラスイッチを作ろう!（前編）                           | 明石家のんき、クロスバー直撃 |
| 116 | 2015年8月4日   | 第8回 おもテレネタバトル!!                                  | アキナ、えんぴつ消しゴム、鱒之介、フラワーズオブロマンス、祇園 |
| 116 | 2015年8月4日   | ピタゴラスイッチを作ろう!（後編）                           | 明石家のんき、クロスバー直撃 |
| 117 | 2015年8月11日  | おもテレ!テーマトーク                                       | アキナ |
| 117 | 2015年8月11日  | 演技の達人を見破れ!                                         | アキナ、お兄ちゃん（ビタミンS）、川西賢志郎（和牛）、守谷日和、茜チーフ |
| 117 | 2015年8月11日  | のんきのそこいこ?（前編）                                   | 明石家のんき、アキナ |
| 118 | 2015年8月18日  | おもテレ!テーマトーク                                       | かまいたち |
| 118 | 2015年8月18日  | 大人数大喜利                                                | ヘッドライト、かまいたち、フラワーズオブロマンス、小森園ひろし、デルマパンゲ、セルライトスパ、ロングコートダディ、もみちゃんズ、鱒之介、みむらくん、男性ブランコ、えんぴつ消しゴム、人妻ニャンコ |
| 118 | 2015年8月18日  | のんきのそこいこ?（中編）                                   | 明石家のんき、アキナ |
| 119 | 2015年8月25日  | おもテレ!テーマトーク                                       | お兄ちゃん（ビタミンS） |
| 119 | 2015年8月25日  | 本物スイカへの道                                            | お兄ちゃん（ビタミンS）、かまいたち、守谷日和、祇園 |
| 119 | 2015年8月25日  | のんきのそこいこ?（後編）                                   | 明石家のんき、アキナ |
| 120 | 2015年9月1日   | おもテレ!テーマトーク                                       | 藤崎マーケット |
| 120 | 2015年9月1日   | 全員ウケましょう!                                           | 土肥ポン太、お〜い!久馬（ザ・プラン9）、藤崎マーケット、ラフ次元 |
| 120 | 2015年9月1日   | ごちそうなるで〜!（前編）                                   | 明石家のんき、アキナ |
| 121 | 2015年9月8日   | おもテレ!テーマトーク                                       | お〜い!久馬（ザ・プラン9） |
| 121 | 2015年9月8日   | 未来型トーク                                                | 水本健一（span!）、土肥ポン太、お〜い!久馬（ザ・プラン9）、藤崎マーケット |
| 121 | 2015年9月8日   | ごちそうなるで〜!（後編）                                   | 明石家のんき、アキナ |
| 122 | 2015年9月15日  | おもテレ!テーマトーク                                       | コロコロチキチキペッパーズ |
| 122 | 2015年9月15日  | 検証! 芸人を集めて組体操をすればおもしろくなるのか?         | ミルクボーイ、インディアンス、コロコロチキチキペッパーズ、マッスルブラザーズ |
| 122 | 2015年9月15日  | Mr.バイソンの英会話教室 1時間目                             | 明石家のんき、ラフ次元 |
| 123 | 2015年9月22日  | おもテレ!テーマトーク                                       | ミサイルマン |
| 123 | 2015年9月22日  | 木村軍団vs西野軍団                                          | ミサイルマン、span!、インディアンス、コロコロチキチキペッパーズ |
| 123 | 2015年9月22日  | Mr.バイソンの英会話教室 2時間目                             | 明石家のんき、ラフ次元 |
| 124 | 2015年9月29日  | みんなでネイルアートをやってみよう!                         | 藤崎マーケット、グイグイ大脇、ZAZY |
| 125 | 2015年10月6日  | おもテレ!テーマトーク                                       | ギャロップ |
| 125 | 2015年10月6日  | 緑川さんの理想の男になろう!!                                | ギャロップ、ダイアン、ヒガシ逢ウサカ、緑川まり |
| 125 | 2015年10月6日  | Mr.バイソンの英会話教室 3時間目（前編）                     | 明石家のんき、ラフ次元 |
| 126 | 2015年10月13日 | おもテレ!テーマトーク                                       | 天竺鼠 |
| 126 | 2015年10月13日 | おもテレ夜市場                                              | 天竺鼠、ヒガシ逢ウサカ、ジュリエッタ、アイロンヘッド、藤崎マーケット、ガリガリガリクソン |
| 126 | 2015年10月13日 | Mr.バイソンの英会話教室 3時間目（後編）                     | 明石家のんき、ラフ次元 |
| 127 | 2015年10月20日 | 第9回 おもテレネタバトル!!                                  | ギャロップ、むしゃむしゃ、ガンバレルーヤ、数学AB、ジュリエッタ、ズンズンポイポイ |
| 127 | 2015年10月20日 | ディレクター林のはやし散歩（1）                             | 明石家のんき、ギャロップ |
| 128 | 2015年10月27日 | おもテレ!テーマトーク                                       | ダイアン |
| 128 | 2015年10月27日 | あの時の「ありがとう」を返して下さい!                       | 天竺鼠、ダイアン、ガリガリガリクソン |
| 128 | 2015年10月27日 | ディレクター林のはやし散歩（2）                             | 明石家のんき、ギャロップ |
| 129 | 2015年11月3日  | おもテレ!テーマトーク                                       | プリマ旦那 |
| 129 | 2015年11月3日  | 北海道満喫ゲーム                                            | 矢野勝也（矢野・兵動）、田中一彦（スーパーマラドーナ）、四条和也（学天即）、プリマ旦那 |
| 129 | 2015年11月3日  | ディレクター林のはやし散歩（3）                             | 明石家のんき、ギャロップ |
| 130 | 2015年11月10日 | おもテレ!テーマトーク                                       | 矢野勝也（矢野・兵動） |
| 130 | 2015年11月10日 | おいしいカボチャスープを作ろう                              | 矢野勝也（矢野・兵動）、ファミリーレストラン、プリマ旦那 |
| 130 | 2015年11月10日 | ディレクター林のはやし散歩（4）                             | 明石家のんき、ギャロップ |
| 131 | 2015年11月17日 | おもテレ!テーマトーク                                       | 学天即 |
| 131 | 2015年11月17日 | 第1回「うわ〜!」選手権                                      | ヘッドライト、学天即、矢野号、スーパーマラドーナ、ハラダ（ファミリーレストラン）、井尻貫太郎（ジュリエッタ）、木村亮介（インディアンス）                                                         |
| 131 | 2015年11月17日 | ディレクター林のはやし散歩（5）                             | 明石家のんき、ギャロップ |
| 132 | 2015年11月24日 | おもテレ!テーマトーク                                       | ファミリーレストラン |
| 132 | 2015年11月24日 | 5分で伝わる! 芸人が教える○○が100倍楽しくなる授業            | しもばやし（ファミリーレストラン）、武智（スーパーマラドーナ）、奥田修二（学天即）、梅村賢太郎（ラフ次元）                                                                                       |
| 132 | 2015年11月24日 | ディレクター林のはやし散歩（6）                             | 明石家のんき、ギャロップ |
| 133 | 2015年12月1日  | 第10回 おもテレネタバトル!!                                 | クロスバー直撃、ネイビーズアフロ、ニッポンの社長、絶対アイシテルズ、ゆりやんレトリィバァ |
| 133 | 2015年12月1日  | 丸-1グランプリ 仕事の流儀（1）                              | たわた（フラワーズオブロマンス）、木尾陽平（シンクロック、ナレーション） |
| 134 | 2015年12月8日  | おもテレ!テーマトーク                                       | アインシュタイン |
| 134 | 2015年12月8日  | おもテレ! ラッキー大喜利!                                   | クロスバー直撃、アインシュタイン、ヒューマン中村 |
| 134 | 2015年12月8日  | 丸-1グランプリ 仕事の流儀（2）                              | プ・テジュ（イブンカ）、木尾陽平（シンクロック、ナレーション） |
| 135 | 2015年12月15日 | おもテレ!テーマトーク                                       | 山田スタジアム |
| 135 | 2015年12月15日 | プレッシャーを跳ね返せ! 1チャンスゲーム                     | 山田スタジアム、グイグイ大脇、スマイル、タナからイケダ、大林健二（モンスターエンジン）、木尾陽平（シンクロック）                                                                                 |
| 135 | 2015年12月15日 | ディレクター林のはやし散歩（7）                             | 明石家のんき、ギャロップ |
| 136 | 2015年12月22日 | クリスマスだよガオ〜ちゃん                                  | グイグイ大脇、スマイル、タナからイケダ、大林健二（モンスターエンジン）、ガオ〜ちゃん |
| 136 | 2015年12月22日 | 第1回丸-1グランプリ決勝大会の模様                           | イブンカ、木尾陽平（シンクロック、ナレーション） |

| 回  | 放送日        | 企画                                                                                             | ゲスト |
| --- | ------------- | ------------------------------------------------------------------------------------------------ | --- |
| 137 | 2016年1月5日  | 即興ドリームジャンボマッチ!                                                                      | 藤崎マーケット、吉田たち、アイロンヘッド、尼神インター |
| 137 | 2016年1月5日  | ディレクター林のはやし散歩（8）                                                                  | 明石家のんき、ギャロップ |
| 138 | 2016年1月12日 | おもテレ!テーマトーク                                                                            | アキナ |
| 138 | 2016年1月12日 | お年玉巨大こたつトーク!                                                                          | span!、アキナ、吉田たち |
| 138 | 2016年1月12日 | ディレクター林のはやし散歩（9）                                                                  | 明石家のんき、ギャロップ |
| 139 | 2016年1月19日 | おもテレ!テーマトーク                                                                            | 和牛 |
| 139 | 2016年1月19日 | ストーリー仕立て! サルカニ合戦ゲーム!                                                            | グイグイ大脇、アキナ、和牛 |
| 139 | 2016年1月19日 | セルカ棒で自撮りビンゴ（1）                                                                      | 明石家のんき、プリマ旦那 |
| 140 | 2016年1月26日 | おもテレ!テーマトーク                                                                            | 藤崎マーケット |
| 140 | 2016年1月26日 | なりきりオネエのエピソード小言ドン!                                                              | span!、藤崎マーケット、和牛、中谷祐太（マユリカ）、ZAZY |
| 140 | 2016年1月26日 | セルカ棒で自撮りビンゴ（2）                                                                      | 明石家のんき、プリマ旦那 |
| 141 | 2016年2月2日  | おもテレ!テーマトーク                                                                            | かまいたち |
| 141 | 2016年2月2日  | 鬼vs福! 即席節分対決!                                                                            | かまいたち、守谷日和、シンクロック、ダブルアート |
| 141 | 2016年2月2日  | セルカ棒で自撮りビンゴ（3）                                                                      | 明石家のんき、プリマ旦那 |
| 142 | 2016年2月9日  | おもテレ!テーマトーク                                                                            | 天竺鼠 |
| 142 | 2016年2月9日  | バレンタイン直前! シチュエーションでモテ度チェック!                                              | テンダラー、天竺鼠、和田ちゃん（女と男）、茜チーフ、シンクロック                                                                                               |
| 142 | 2016年2月9日  | セルカ棒で自撮りビンゴ（4）                                                                      | 明石家のんき、プリマ旦那 |
| 143 | 2015年2月16日 | 第11回 おもテレネタバトル!!                                                                      | かまいたち、カキツバタ、クラスメイト、ポートワシントン、守谷日和                                                                                               |
| 143 | 2015年2月16日 | のんきをプロデュース!（前編）                                                                    | 明石家のんき、アインシュタイン |
| 144 | 2015年2月23日 | おもテレ!テーマトーク                                                                            | テンダラー |
| 144 | 2015年2月23日 | デルマパンゲの最強企画!                                                                          | テンダラー、天竺鼠、デルマパンゲ |
| 144 | 2015年2月23日 | のんきをプロデュース!（後編）                                                                    | 明石家のんき、アインシュタイン |
| 145 | 2016年3月1日  | おもテレ!テーマトーク                                                                            | 尼神インター |
| 145 | 2016年3月1日  | お内裏様とお雛様を目指せ! ひな壇大喜利!                                                          | 学天即、尼神インター、霜降り明星、蛙亭、ゆりやんレトリィバァ                                                                                                   |
| 145 | 2016年3月1日  | なすびがプロデュース（1）                                                                        | 明石家のんき、天竺鼠 |
| 146 | 2016年3月8日  | おもテレ!テーマトーク                                                                            | 学天即 |
| 146 | 2016年3月8日  | 卒業を目指そう!                                                                                  | 林健（ギャロップ）、おいでやす小田、四条和也（学天即）、セルライトスパ                                                                                         |
| 146 | 2016年3月8日  | なすびがプロデュース（2）                                                                        | 明石家のんき、天竺鼠 |
| 147 | 2016年3月15日 | おもテレ!テーマトーク                                                                            | ギャロップ |
| 147 | 2016年3月15日 | おごそかたとえツッコミトーク!                                                                    | ギャロップ、おいでやす小田、奥田修二（学天即）、粗品（霜降り明星）                                                                                             |
| 147 | 2016年3月15日 | なすびがプロデュース（3）                                                                        | 明石家のんき、天竺鼠 |
| 148 | 2016年3月22日 | おもテレ!テーマトーク                                                                            | バイク川崎バイク |
| 148 | 2016年3月22日 | BKB救済計画!!                                                                                    | 毛利大亮（ギャロップ）、アイロンヘッド、バイク川崎バイク、尼神インター、大自然、せいや（霜降り明星）、山田健人（ラニーノーズ）、大村ジーニアス（サンディエゴ） |
| 148 | 2016年3月22日 | なすびがプロデュース（4）                                                                        | 明石家のんき、天竺鼠 |
| 149 | 2016年3月29日 | 検証企画 芸人が新長田の商店街のゴミを拾いながらアートシアターdb神戸を目指すだけで面白くなるのか? | モンスターエンジン、スーパーマラドーナ、明石家のんき、山田スタジアム                                                                                           |

## おもな企画
ここでは、ArtTheater dB Kobe→よしもと漫才劇場での公開収録で複数回行われた企画を挙げる。
よしもと101周年記念特別企画! おもテレ!テーマトーク→おもテレ!テーマトーク
オープニングコーナー。ゲストにスタッフが用意したテーマについてトークをしてもらう。
おごそかトーク→おごそかトーク 正規スクロール
『舌舌舌舌』で放送された企画「おごそか大喜利」のトーク版。芸人たちがオチの台詞をフリップに書き、フリップを滑車で上げる黒子に渡してから、9つの語尾パネルから1つを選び、滑車を上げるスピードを「速く」「普通」「遅く」の3段階（「逆スクロール」では「超高速」が加わり4段階、2回目の正規スクロールでは「超遅い」が加わって5段階）から選ぶ（微調整は可能）。その後、芸人がトークを披露し、オチの部分で『古畑任三郎』のテーマ（「逆スクロール」では『ジェームズ・ボンドのテーマ』）が流れて、滑車で上げられたオチの台詞にピンスポットが当たる（オチのタイミングは芸人のトークからスタッフが判断し、照明を暗転させてからのピンスポットや音出しを行う）。一度だけオチの台詞が上から下がってくる逆スクロール版「おごそかトーク 逆スクロール」が行われたが、スタッフがフリップを下げにくかったため、正規スクロールに戻された。
未来型トーク
収録場所変更に伴う、おごそかトークのリニューアル版。芸人たちがトークのオチ台詞を紙に書きスタッフに渡す。その際、オチ台詞の「未来型の出方」も選ぶ。その後、芸人がトークを披露し、オチの部分で『バック・トゥ・ザ・フューチャー』のテーマが流れ、オチの台詞は後ろのモニターに出される。「未来型の出方」は以下の9種類。
シャイニング：太陽の煌めきを表現
クリスタル：水晶に映る光を表現
ブラックホール：漆黒の闇から飛び出す感じを表現
サンダー：稲妻を浴びた感じを表現
シュナイダー：すごいシュートでサッカーボールが落ちてくる感じを表現
ブリザード：飛んでくる鋭い氷の刃を表現
紅桜：季節外れの桜の花びらを表現
クエイク：地割れから飛び出す感じを表現
DEATH：死神が獲物を狙う感じを表現
いいライントロドン!
『舌舌舌舌』でも放送された企画で、出されたお題や問題に対し、解答は正解ではなく、いいラインのものを答える。発展系企画として、矢野勝也（矢野・兵動）や馬と魚をフィーチャーしたバージョンも放送された。
おもテレネタバトル!!
若手芸人によるネタバトル。ネタ披露の前に審査員（西田とゲスト芸人2名）からの質問に答える形でアピールする時間が設けられ、それを受けて審査員はネタへの期待点（一人につき100点満点）をつける。芸人がネタ披露した後に、審査員のつけた期待点の合計点は発表される。最下位となった芸人は、アピールタイム中に、第10回まではオンエア上「おもろな〜」などのネガティブなテロップが表示されていた（その際、ゲスト芸人の写真にネガティブなテロップをのせたフリップが、使用例として哲夫に出されるのがお約束となっている）。第11回以降は、オンエア上ジャマな効果音が入る。なお、芸人のプロフィールは事前に審査員に配布されていたが、第9回からは芸人が登場してから審査員に手渡す形に変更された。
小言ドン!
登場した芸人が審査員（西田とゲスト芸人4名）の前でネタなどを披露。それを見た審査員は早押しボタンを押してから、気づいたことやアドバイスなど小言を言う。芸人は小言を元に修正していき、制限時間内に小言を言われなくなったら、その時点で完成形として終了となる。

## スタッフ
- 構成：哲夫、石塚麻里亜、城田和哉、神庭誠、七野ヒロユキ、榎本直人（2015年11月まではAD）
- CAM：三村友昭
- AUD：本城宣彰
- SE：磯崎有生
- EED：高浦祐希
- MA：直田輝彦
- CG：渕野由美
- 照明：玉井克典
- 美術：岸村圭
- メイク：中川綾菜
- 舞台監督：清水直人
- VTR：青野なな、中山麻未
- 進行：柏木瞳、西光輝、草場真司
- 協力：よしもと漫才劇場、Walk On、トラッシュ、MORE、アーチェリープロダクション、ステージプランニング
- AD：射手矢正太郎、谷本春華、鈴木啓太、奥田香穂、南野朗大
- ディレクター：竹本明香、小田晶子、植村文雄
- プロデューサー：天津悟（サンテレビ）、植田隆志（よしもとクリエイティブ・エージェンシー）
- 制作著作：サンテレビ、吉本興業

### 過去のスタッフ
- CAM：堀内俊
- AUD：梶巻久仁彦、角田康太
- SE：松阪史高
- EED：市川裕梨
- 美術：村上雅彦
- 協力：すくらんぶる、Dance Box、戯音工房、ミュージッククラブ
- AD：竹本明香、天谷来翔、谷本春華、射手矢正太郎
- ディレクター：松田真奈、堀景輔、登川直
- プロデューサー：久保仁（サンテレビ）、重枝栄子（よしもとクリエイティブ・エージェンシー）

## エンディングテーマ
- ALLY & DIAZ「あしたへ RYO from ORANGE RANGE × N.O.B.U!!!」（よしもとアール・アンド・シー、2013年5月7日 - 2013年10月22日）
- fumika「Feel It」（よしもとアール・アンド・シー、2013年10月29日 - 2014年11月25日）
- スガシカオ「モノラルセカイ」（SPEEDSTAR RECORDS、2014年12月2日 - 2015年6月30日）
- B'z「RED」（VERMILLION RECORDS、2015年7月7日 - 2016年3月29日）